# Sansho Dayu
Sansho Dayu és una pel·lícula de l'any 1954 dirigida per Kenji Mizoguchi i protagonitzada per Kinuyo Tanaka i Yoshiaki Hanayagi.

## Argument
El Japó al Període Heian. Enfrontat als jerarques militars, el governador Masauji Taira (Masao Shimizu) és destituït. Abans d'exiliar-se, diu al seu fill Zushiô (Yoshiaki Hanayagi) que sigui un home de bé. Temps després, acompanyada pels petits Zushiô i Anju (Kyôko Kagawa), la dama Tamaki (Kinuyo Tanaka) travessa la regió per a reunir-se amb el seu marit, l'antic governador. Però els viatgers són emboscats per uns bandits. Tamaki és portada a l'illa de Sado i els nens són venuts al cruel intendent Sanshô (Eitarô Shindô). Passen deu anys, Zushiô fuig i es dirigeix al palau de l'emperador, a Kyoto. Per no ésser torturada, Anju se submergeix al llac fins a ofegar-se.

## Context històric i artístic
A tall d'al·legat moral contra la intolerància, el fanatisme, l'esclavitud i el despotisme dels poderosos, aquesta és una pel·lícula certament notable. Bonica, commovedora i terrible en proporcions similars, es compta entre les obres culminants del cinema japonès clàssic. Basada en una llegenda popular que Ōgai Mori va recollir d'un llibre de l'any 1915, el film ubica la trama en el segle xi, a les acaballes de l'imperial i militaritzat Període Heian, si bé Kenji Mizoguchi es pren la llicència d'inserir-hi records personals d'infantesa i adolescència. Evoca així un episodi per a ell especialment colpidor: quan el seu autoritari i cobdiciós progenitor (fuster a la ciutat de Tòquio) va vendre's dues de les seues filles. Amb mirada asserenada i neta, Mizoguchi exposa les parts autobiogràfiques sense rancúnia ni planys, posant en boca del governador Taira la determinació de relacionar-se amb els semblants amb esperit indulgent i generós. Així, el cineasta suggereix un camí d'humilitat, harmonia i responsabilitat moral, ideari gens estrany per a ell, conegut practicant del budisme zen.
De la senzillesa i honestedat del film se n'extreuen lliçons benefactores. El missatge és ètic i s'abraça un sentit religiós, mentre que en la descripció del personatge de Sanshô hi ha intenció política: l'intendent és un autèntic tirà i és molt perniciós per a tota la comunitat. De forma fluida i plena de sensibilitat, Mizoguchi fa cinema en majúscules, contrastant lirisme amb violència, tendresa i crueltat, inseguretat amb autoafirmació i sentiments d'amor amb esglaiadora tragèdia. Cal destacar-hi l'esplèndida fotografia de Kazuo Miyagawa, portadora de la subtilitat, l'exquisidesa i la força emotiva expressada pel cineasta.

## Frases cèlebres
| « | "Escolta, fill meu. Un home que no té compassió és com un animal. Fill, estima els altres, qualsevol que sigui la seua condició. Perquè tots els homes hem nascut iguals. Mai no siguis cruel amb els teus semblants." (El governador Taira) | » |

| « | Zushiô: (citant el seu pare) "Sense pietat, l'home no és un ésser humà." | » |

| « | Taro: "Fins i tot, els nens tan joves com tu són venuts i comprats, tractats com a animals, i ningú ho qüestiona. Quin món tan horrible!" | » |

| « | Taro: (a Zushiô) "Vaig descobrir que els éssers humans tenen poca simpatia per les coses que no els afecten directament. Són implacables. Llevat que aquests cors puguin ésser canviats, el món que somies no pot fer-se realitat. Si vols viure honestament amb la teua consciència, roman a prop de Buda." | » |

## Curiositats
- Kenji Mizoguchi volia enfocar inicialment la pel·lícula al voltant de Sanshô. No obstant això, el film va acabar amb la trista història de Zushiô i Anju com a idea central narrativa.[3]
- Aquesta pel·lícula fou molt elogiada al Japó i Occident pel seu treball de càmera, el qual fou planificat per Kazuo Miyagawa, ja que el director li va donar carta blanca per a capturar les imatges de la futura pel·lícula com ell volgués.[3]
- És inclosa al llibre 1001 Movies You Must See Before You Die (1001 pel·lícules que cal veure abans de morir) editat per Steven Jay Schneider.[3]

## Premis
- 1954: Festival Internacional de Cinema de Venècia (Lleó de Plata al Millor Director)[4]